# 比爾維爾 (印第安納州)
比爾維爾（英語：Billville）是位於美國印地安納州克萊縣的一個非建制地區。該地的面積和人口皆未知。

## 地理
比爾維爾的座標為39°30′13″N 87°07′32″W / 39.50361°N 87.12556°W，而該地的平均海拔高度為202米（即663英尺）。